# Enos T. Throop
Enos Thompson Throop, född 21 augusti 1784 i Johnstown, New York, död 1 november 1874 i Cayuga County, New York, var en amerikansk politiker.
Han studerade juridik och blev under studietiden vän med Martin Van Buren. Han gifte sig 1814 med Evelina Vredenburgh. Han var ledamot av USA:s representanthus 1815–1816.
Han var viceguvernör i New York från januari till mars 1829. Han tillträdde som guvernör när Martin Van Buren blev utnämnd till USA:s utrikesminister. Throop var guvernör fram till slutet av 1832.
President Van Buren utnämnde 1838 Throop till chargé d'affaires i Bägge Sicilierna. Han var kvar i Bägge Sicilierna fram till januari 1842.
Throop är begravd på St. Peter's Churchyard i Auburn, New York. Kommunen Throop i Cayuga County har fått sitt namn efter Enos T. Throop.